# Verona, Mississippi
Verona là một thành phố thuộc quận Lee, tiểu bang Mississippi, Hoa Kỳ. Năm 2010, dân số của thành phố này là 3 006 người.

## Dân số
- Dân số năm 2000: 3 334 người.
- Dân số năm 2010: 3 006 người.